# Zdeněk Valenta
Zdeněk Valenta es un deportista checoslovaco que compitió en piragüismo en la modalidad de eslalon. Ganó seis medallas en el Campeonato Mundial de Piragüismo en Eslalon entre los años 1961 y 1969.

## Palmarés internacional
| Campeonato Mundial | Campeonato Mundial                 | Campeonato Mundial | Campeonato Mundial |
| Año                | Lugar                              | Medalla            | Competición        |
| ------------------ | ---------------------------------- | ------------------ | ------------------ |
| 1961               | Hainsberg (RDA)                    | Medalla de plata   | C2 individual      |
| 1961               | Hainsberg (RDA)                    | Medalla de plata   | C2 por equipos     |
| 1967               | Lipno nad Vltavou (Checoslovaquia) | Medalla de oro     | C2 individual      |
| 1967               | Lipno nad Vltavou (Checoslovaquia) | Medalla de plata   | C2 por equipos     |
| 1969               | Bourg-Saint-Maurice (Francia)      | Medalla de plata   | C2 por equipos     |
| 1969               | Bourg-Saint-Maurice (Francia)      | Medalla de bronce  | C2 individual      |